# Truhla Davyho Jonese

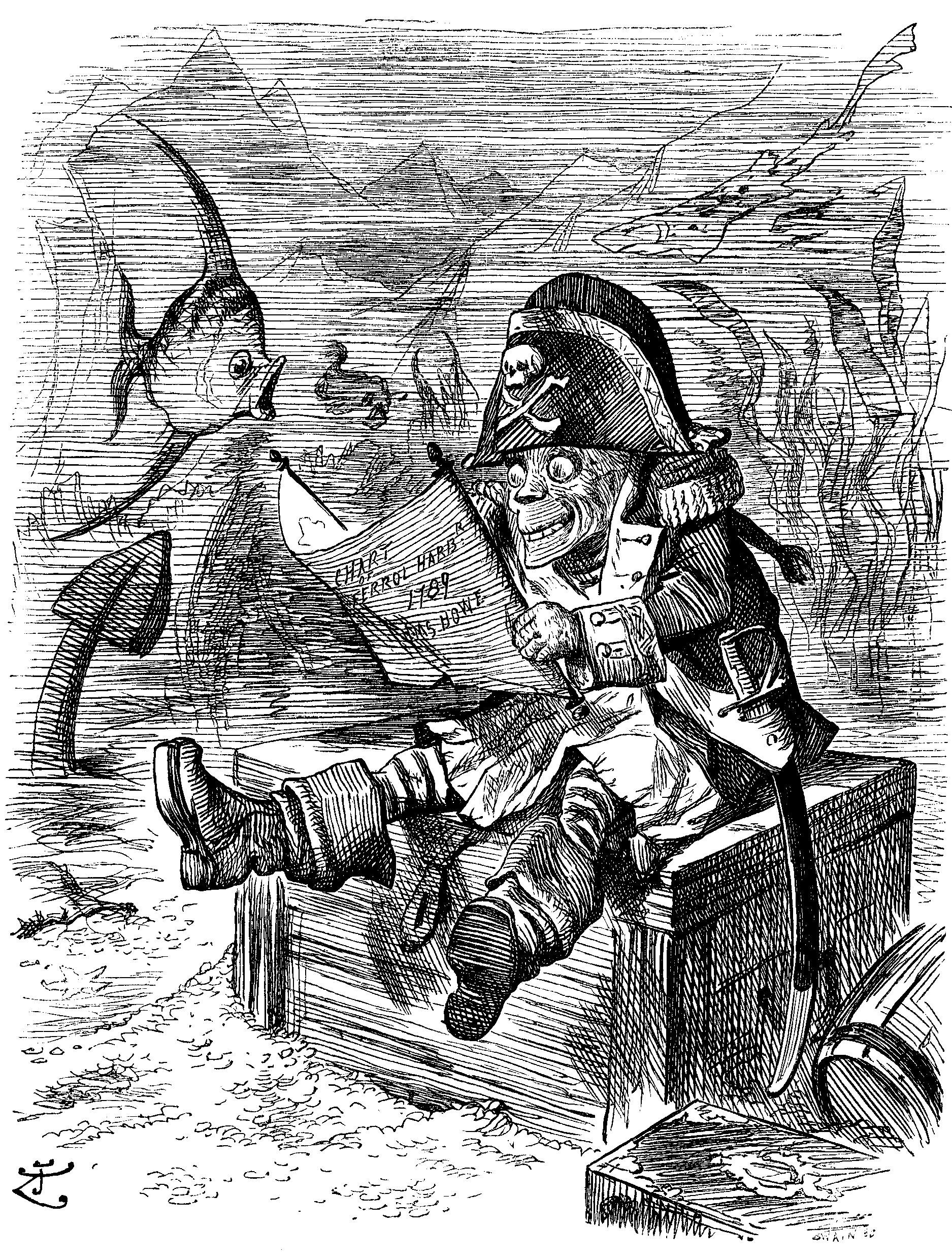
Ilustrace Davyho Jonese sedícího na truhle

Truhla Davyho Jonese (anglicky „Davy Jones' Locker") je výraz označující mořské dno. Je používán námořníky jako eufemistická fráze pro lidi nebo lodě, kteří se utopili a skončili na mořském dně („odpočívají v truhle Davyho Jonese"). Původ není zcela jasný, poprvé se prý zmínka o truhle objevila v 18. století jako námořnická legenda, ale ústně se zřejmě příběh o Davym Jonesovi jako „zlém duchovi" tradoval již dříve. Postavu Davyho Jonese zpopularizoval film Piráti z Karibiku: Truhla mrtvého muže.

## Původ
Není zcela jasné, kdo měl být oním Davym Jonesem, ale existují různé spekulace:
- kapitán lodi Bludný Holanďan, který měl za úkol převádět duše zesnulých do onoho světa. Když se po mnoha letech dostal na souš, těšil se na setkání se svou milovanou bohyní Kalypsó, ta se však neukázala.
- Davy Jones, majitel britské hospody, který záměrně opíjel své hosty a poté je zamykal do skříně, aby je mohl prodávat projíždějícím lodí jako otroky. Tento hostinský se poté, co jeho podnik zkrachoval, stal pirátem. V ukradené lodi přepadával ostatní plavidla. Většinu členů zajatých posádek popravil, zbytek uzamkl na palubě a nechal je i s lodí potopit.
- pirátský kapitán jménem Davy Jones, který v 30. letech 17. století plul Indickým oceánem. Mnoho historiků se ovšem domnívá, že tento kapitán nebyl natolik známý, aby se stal legendou.
- krátkozraký námořník jménem Duffer Jones, který se proslavil tím, že často padal přes palubu.
- námořníky obávaný duch proroka Jonáše.
- svatý David. Tato verze je rozšířená především mezi Velšany, jejich patron prý chrání dobré námořníky, zlé posílá do truhly Davyho Jonese.
- zlý duch Duppy, tradován na ostrovech Západní Indie.[1]

## Zmínky v médiích

### V literatuře:
- Kniha Daniela Defoea Four Years Voyages of Capt. George Roberts (1726)
- Kniha Tobiase Smoletta Dobrodružství Peregrina Pickla (The Adventures of Peregrine Pickle, 1751)
- Povídka Edgara Allana Poea Král Mor (King Pest, 1835)
- Román Hermana Mellvila Bílá velryba (Moby-Dick, 1851)
- Román Charlese Dickense Ponurý dům (Bleak House, 1853)
- Kniha Roberta Louise Stevensona Ostrov pokladů (Treasure Island, 1883)[1]

### Ve filmu a televizi:
- Davy Jones jako hlavní záporná postava filmu Piráti z Karibiku: Truhla mrtvého muže, hraje Bill Nighy[2].
- Truhla Davyho Jonese je několikrát zmíněna v seriálu SpongeBob v kalhotách, kde je znázorněna jako plechová šatní skříňka plná smradlavých ponožek a duší. Jednou se objevila i po boku Davyho Jonese – hudebníka skupiny The Monkees[3].